# Jules Mbairemadji
Jules Mbairemadji (* 4. Juni 1985) ist ein tschadischer Fußballspieler. In der Qualifikation zur Weltmeisterschaft 2010 bestritt er ein Länderspiel gegen Mali.